# Thomas Bouchard
Thomas J. Bouchard (ur. 3 października 1937 w Manchester w stanie New Hampshire) – amerykański psycholog i genetyk behawioralny, profesor Uniwersytetu Minnesoty. Znany przede wszystkim z badań, w ramach których porównywano pary bliźniąt i na tej podstawie szacowano wkład czynnika genetycznego i środowiskowego w wariancję obserwowanych różnic indywidualnych. Pełnił funkcję przewodniczącego Behavior Genetics Association.
Zainteresowania badawcze Boucharda dotyczą różnic indywidualnych pomiędzy ludźmi, zdolności umysłowych oraz związku pomiędzy genami a inteligencją. Dla badacza tego punktem odniesienia jest słynne pytanie postawione jeszcze w XIX wieku przez Francisa Galtona: "dziedziczność czy środowisko?" (ang. nature or nurture?), od którego zaczęła się cała tradycja badań dotyczących czynników odpowiedzialnych za istniejące różnice indywidualne pomiędzy ludźmi, a prowadzonych zarówno przez psychologów, jak i genetyków behawioralnych.
W 1981 r. opublikował w czasopiśmie Science wspólnie z Mattem McGue artykuł naukowy pt. Familial studies of intelligence. A review zawierający metaanalizę 111 badań dotyczących wkładu czynnika genetycznego i środowiskowego w różnice indywidualne w inteligencji. W ich analizie łącznie uwzględniono aż 113 000 par osób o zróżnicowanym stopniu pokrewieństwa, wychowywanych razem bądź oddzielnie.